# DHC Sokol Poruba
Le DHC Sokol Poruba (anciennement BK Ostrava) est un club sportif tchèque de handball féminin basé à Ostrava.

## Palmarès
compétitions nationales
- champion de République tchèque en 1997, 1998 et 2012